# Hyperplatys convexus
Hyperplatys convexus es una especie de escarabajo longicornio del género Hyperplatys, tribu Acanthocinini, subfamilia Lamiinae. Fue descrita científicamente por Melzer en 1935.
El período de vuelo de la especie se presenta durante los meses de febrero, marzo, octubre, noviembre y diciembre.

## Descripción
Mide 6-7,5 milímetros de longitud.

## Distribución
Se distribuye por Brasil y Paraguay.